# Institut Max-Planck de recherche sur les colloïdes et interfaces
L'Institut Max-Planck de recherche sur les colloïdes et les interfaces (en allemand : Max-Planck-Institut für Kolloid- und Grenzflächenforschung, MPIKG) est un institut de recherche non universitaire sous les auspices de la Société Max-Planck (MPG) et basée à Golm près de Potsdam. L’institut mène principalement des recherches fondamentales dans le domaine des sciences naturelles, dans les domaines de la chimie physique, de la science des matériaux et de la biophysique.

## Histoire
Les origines de l’institut remontent aux instituts de l’ancienne Académie des sciences de la RDA. L'Institut Max-Planck des colloïdes et des interfaces a été fondé le 1er janvier 1992, succédant à l’Institut de chimie physique et de chimie organique de Berlin-Adlershof et à l’Institut de chimie des polymères de Teltow. Le 1er octobre 1993 et le 1er novembre 1993, les directeurs fondateurs Markus Antonietti, Reinhard Lipowsky et Helmuth Möhwald (de) ont repris la direction de l’institut. Cela a abouti à la structure provisoire avec les départements « Interfaces » (H. Möhwald), « Chimie colloïdale » (M. Antonietti) et « Théorie » (R. Lipowsky). La prise de contrôle des scientifiques de l’ex-RDA a permis d’établir des contacts étroits avec l’Europe de l’Est et la Russie jusqu’à ce jour. Un grand nombre d’employés sont venus à Berlin et à Teltow avec les directeurs fondateurs de Jülich, Mayence et Marbourg. En avril 1999, l’entreprise a déménagé dans un nouveau bâtiment situé à Golm près de Potsdam. Le 1er février 2003, le quatrième département sous la direction de Peter Fratzl (de) a pu commencer ses travaux. Depuis la mi-2008, le chimiste Peter Seeberger (de) est directeur supplémentaire de l’institut.

## International Max Planck Research School (IMPRS)
L’institut est impliqué dans l'International Max Planck Research School on Multiscale Bio-Systems (jusqu’à la fin de 2012, International Max Planck Research School on Biomimetic Systems). Un IMPRS est un programme doctoral de langue anglaise qui permet d’obtenir un doctorat structuré. L’Université de Potsdam, l’Université Humboldt de Berlin et l’Université libre de Berlin sont également impliquées dans l’IMPRS. Le porte-parole de l’IMPRS est Peter Fratzl.